# Hohenfurther Sattel

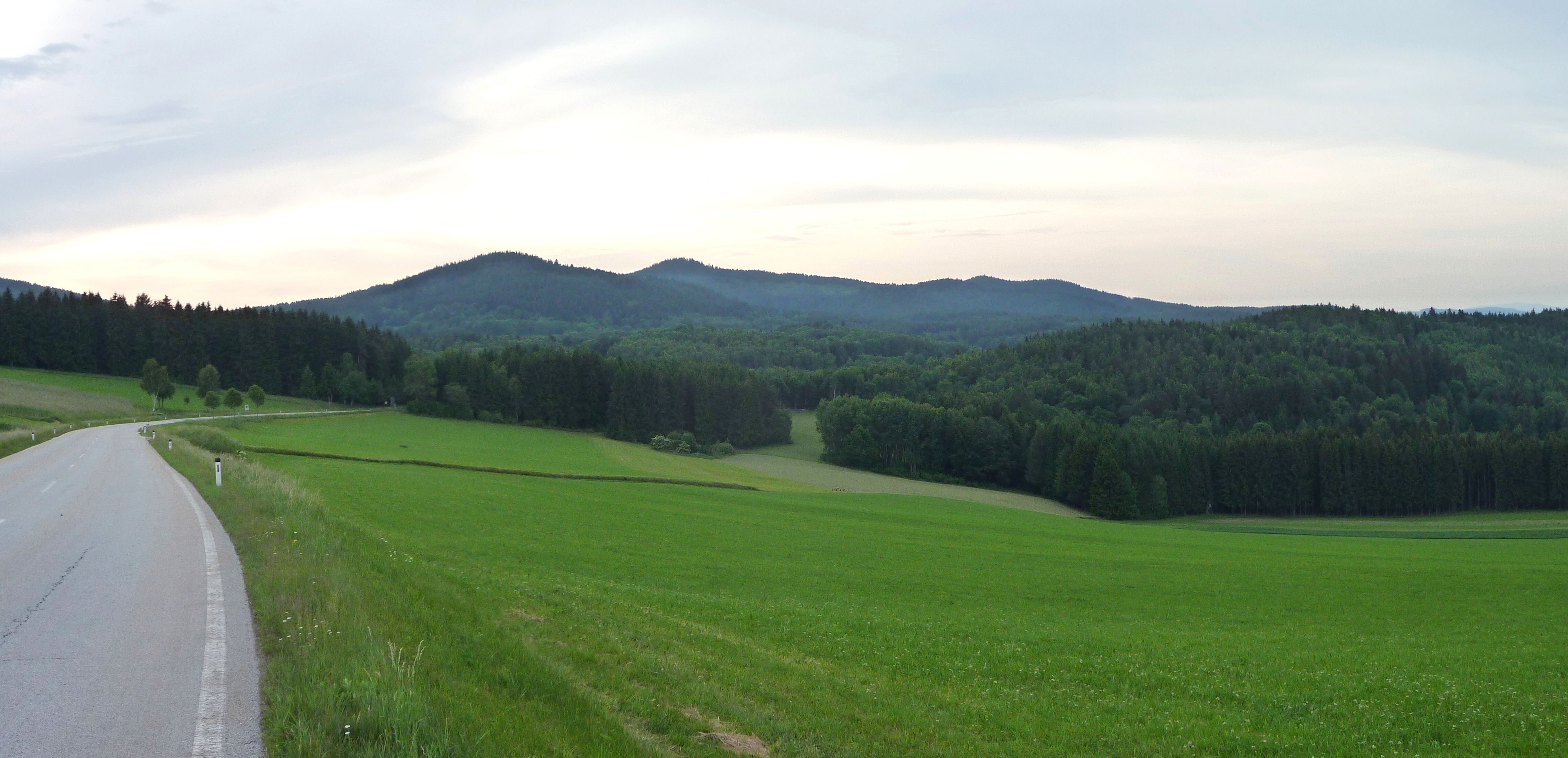
Der Hohenfurther Sattel von Österreich aus gesehen

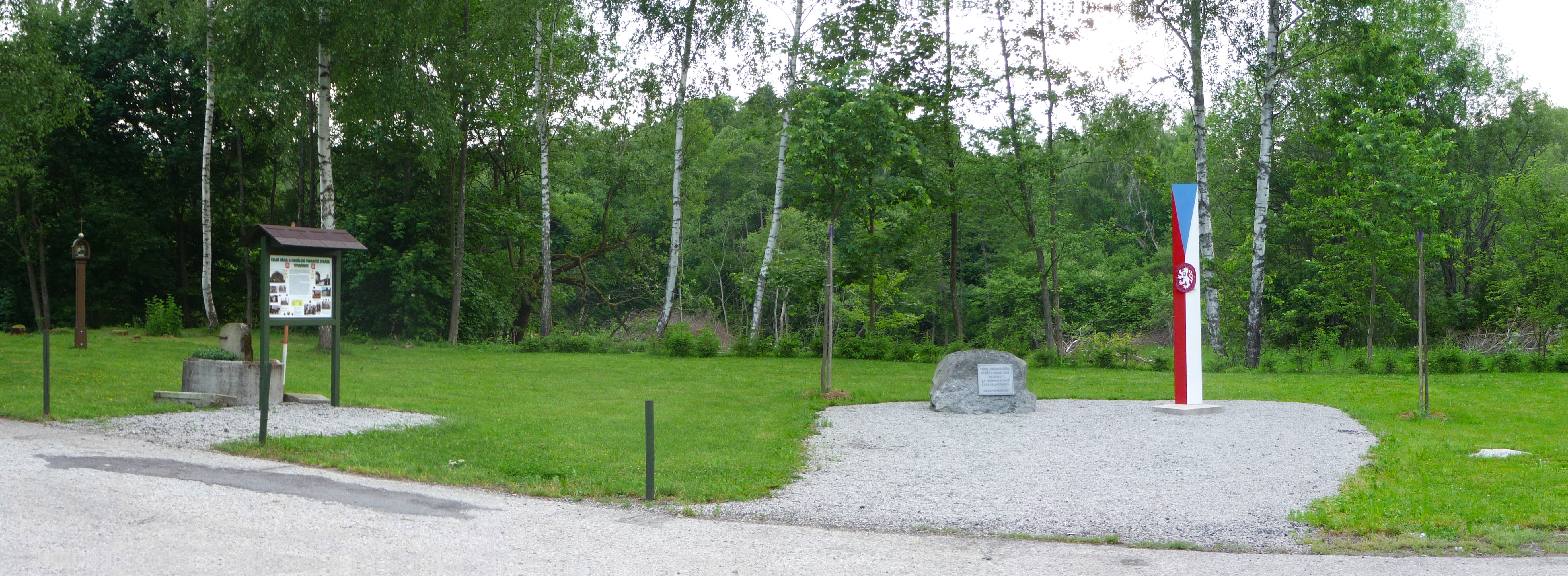
Denkmal auf tschechischer Seite

Der Hohenfurther Sattel, auch Hohenfurther Pass, tschechisch Vyšebrodský průsmyk, ist ein Bergsattel an der österreichisch-tschechischen Grenze zwischen Bad Leonfelden und Vyšší Brod (deutsch Hohenfurth) bei der Ortschaft Weigetschlag mit 752 m ü. A. an der europäischen Wasserscheide.
Das Lexikon Brockhaus nennt den Hohenfurther Sattel als Südostgrenze des Böhmerwaldes. Siehe aber auch Kerschbaumer Sattel.
Im Mittelalter führte ein wichtiger Handelsweg, der Salzweg (Goldener Steig, auch Linzersteig) von Linz über Leonfelden über den Sattel nach Böhmen. Heute führt die Leonfeldener Straße (B 126) über den Sattel.
Der südlichste Grenzpunkt Tschechiens befindet sich unweit des Hohenfurther Sattels bei der Schwedenschanze.